# Пономарёв, Иван Акимович
Ива́н Аки́мович Пономарёв (25.10.1906, д. Нименьга Онежского уезда, Архангельская губерния, Российская империя — 31.12.1976, Архангельск, СССР) — капитан теплохода Северного морского пароходства Министерства морского флота СССР (г. Архангельск). Герой Социалистического Труда (09.08.1963).

## Биография
Родился 25 октября 1906 года в деревне Нименьга Онежского уезда Архангельской губернии (ныне Онежского района Архангельской области) в семье крестьянина. С 13 лет ходил с отцом в море на заработки, плавал юнгой на частном судне купца, зимой учился в сельской школе. В 1924 году отправился в Мурманск и поступил матросом на теплоход «Кереть». Через два года его направили в Архангельский морской техникум на рабочее отделение по штурманской специальности. Техникум окончил в 1930 году, получив назначение на ледокол «Ленин», на котором плавал четыре года. В 1934 году поступил в мореходный техникум на ускоренный курс для получения диплома штурмана дальнего плавания. По окончании учёбы последовательно прошёл все штурманские должности, после чего руководил инвалютной службой Северного морского пароходства, работал начальником Печорского морского порта. В 1940 году Пономарёв вернулся в пароходство на должность старшего помощника капитана.
Участник Великой Отечественной войны. Начало войны встретил в Мурманске старпомом на пароходе «Архангельск», затем стал капитаном на пароходе «Сорока». Возил в СССР грузы, поставляемые союзниками по программе ленд-лиза. В 1942 году выполнил сложнейший рейс из Мурманска в Рейкъявик, а затем через Великобританию, Нью-Йорк и Панамский канал во Владивосток. За этот рейс был награждён орденом Красной Звезды. До конца войны возил грузы из США во Владивосток.
В 1945 году, после войны, возвратился в Архангельск, где получил назначение капитаном на теплоход «Петровский». В характеристике отмечалось его умение работать с экипажем, знание морского дела, большой опыт судоводителя. В дальнейшем ходил капитаном на теплоходах «Правда», «Поволжье». В 1963 году принял новый теплоход «Браславлес», затем был капитаном теплохода «Софья Перовская». Ему было присвоено звание «Лучший капитан Министерства морского флота». С 1969 года на пенсии.
Указом Президиума Верховного Совета СССР от 9 августа 1963 года за выдающиеся успехи, достигнутые в деле развития морского транспорта, Пономарёву Ивану Акимовичу присвоено звание Героя Социалистического Труда с вручением ордена Ленина и золотой медали «Серп и Молот».
Член ВКП(б)/КПСС c 1930 года. Избирался депутатом Городского совета в городах Нарьян-Мар и Архангельск. Награждён двумя орденами Ленина (1952, 1963), орденом Красной Звезды (1945), медалями, знаком «Почётный работник морского флота».
Скончался 31 декабря 1976 года. Похоронен в Архангельске на Вологодском (Кузнечевском) кладбище.
Именем капитана Ивана Пономарёва названы теплоход и улица в Архангельске. На его родине в деревне Нименьга Онежского района установлена мемориальная доска. В Архангельской государственной морской академии имени капитана В. И. Воронина установлен памятный стенд И. А. Пономарёва.

## Семья
Братья Ивана Пономарёва — Павел (1896—1973) и Алексей (1911—1966) — также стали известными судоводителями.